# Susanne Pfalzner
Susanne Pfalzner (* 1963 in Michelstadt) ist eine deutsche Physikerin, die zunächst in der Plasmaphysik mit einem Schwerpunkt auf numerischen Simulationen arbeitete. Seit etwa 2003 arbeitete sie hauptsächlich auf dem Gebiet der Astrophysik. 
Sie wurde 1989 an der Technischen Universität Darmstadt promoviert, war danach am Rutherford Appleton Laboratory in Großbritannien (1989–1990) und bei der Gesellschaft für Schwerionenforschung (1990–1995) tätig. Von 1996 an war sie an der Friedrich-Schiller-Universität Jena und habilitierte sich dort im Jahr 2000. Danach war sie bis 2010 in verschiedenen Funktionen (Professurvertretung, Privatdozentin, Hochschuldozentin) an der Universität zu Köln, wo sie 2003 die venia legendi für Theoretische Physik erhielt. Von 2011 bis 2015 hatte sie eine Minerva Professur am Max-Planck-Institut für Radioastronomie in Bonn inne. Von 2016 bis 2018 lehrte sie an der Hochschule Fresenius in Düsseldorf. Seit 2018 forscht sie am Forschungszentrum Jülich und ist gleichzeitig  Gastwissenschaftlerin am MPI für Radioastronomie.
Laut Web of Science ist Pfalzner (Stand März 2022) Autorin von 83 wissenschaftlichen Artikeln, die über 1500 mal zitiert wurden (h-Index 23).
2020 wurde ihr von der Fachschaft Physik der Lehrpreis der Fakultät im Bereich Physik verliehen.

## Werke (Auswahl)
- Susanne Pfalzner, Paul Gibbon: Many-Body Tree Methods in Physics. Cambridge University Press, 1996, ISBN 978-0-511-52936-8, doi:10.1017/CBO9780511529368 (Eingeschränkte Vorschau).
- Susanne Pfalzner: Introduction to Inertial Confinement Fusion. 1. Auflage. CRC Press, Boca Raton 2006, ISBN 978-0-429-14815-6, doi:10.1201/9781420011845.